# 선생님 안녕
<선생님 안녕>은 1977년 공개된 대한민국의 영화이다. 현이와 덕이의 장현 · 장덕 남매가 함께 출연한 영화로 장현은 임예진과 함께 주연으로 출연, 삼각관계를 연기했으며 오빠를 위해 특별 출연한 장덕은 단 세 장면에서만 등장하는 단역으로 출연하였지만 임원식 감독의 영화 <내 마음 나도 몰라>에 출연하는 기회를 얻게 되었다.

## 줄거리
병고에 시달려 학업까지 중단했던 정희는 재수의 우정어린 헌신과 스스로의 의지로 완쾌, 복학한다. 재수는 원래 고아로 열등감과 소심한 성격에 성적까지 부진하여 양부모로부터 꾸지람을 듣고 가출한다. 정희는 재수를 설득, 학업에 전념하게 하고 숙자와 달근에게도 과외 공부를 시킨다. 이즈음 민수가 어깨이상으로 낙향하여 정희와 자주 만난다. 재수는 방황하다 교통사고를 당하지만 정희가 헌신적으로 돕는다. 졸업식날, 혼자 남은 정희에게 재수가 찾아와 모두의 합격소식을 전한다. 이에 정희는 벅찬 감동으로 교실을 청소한다.

## 배역
- 임예진 - 정희 역
- 장현
- 이동진
- 이정길
- 전원주
- 박원숙
- 태현실
- 강남길
- 김숙경
- 장덕
- 한주열